# Capitán general

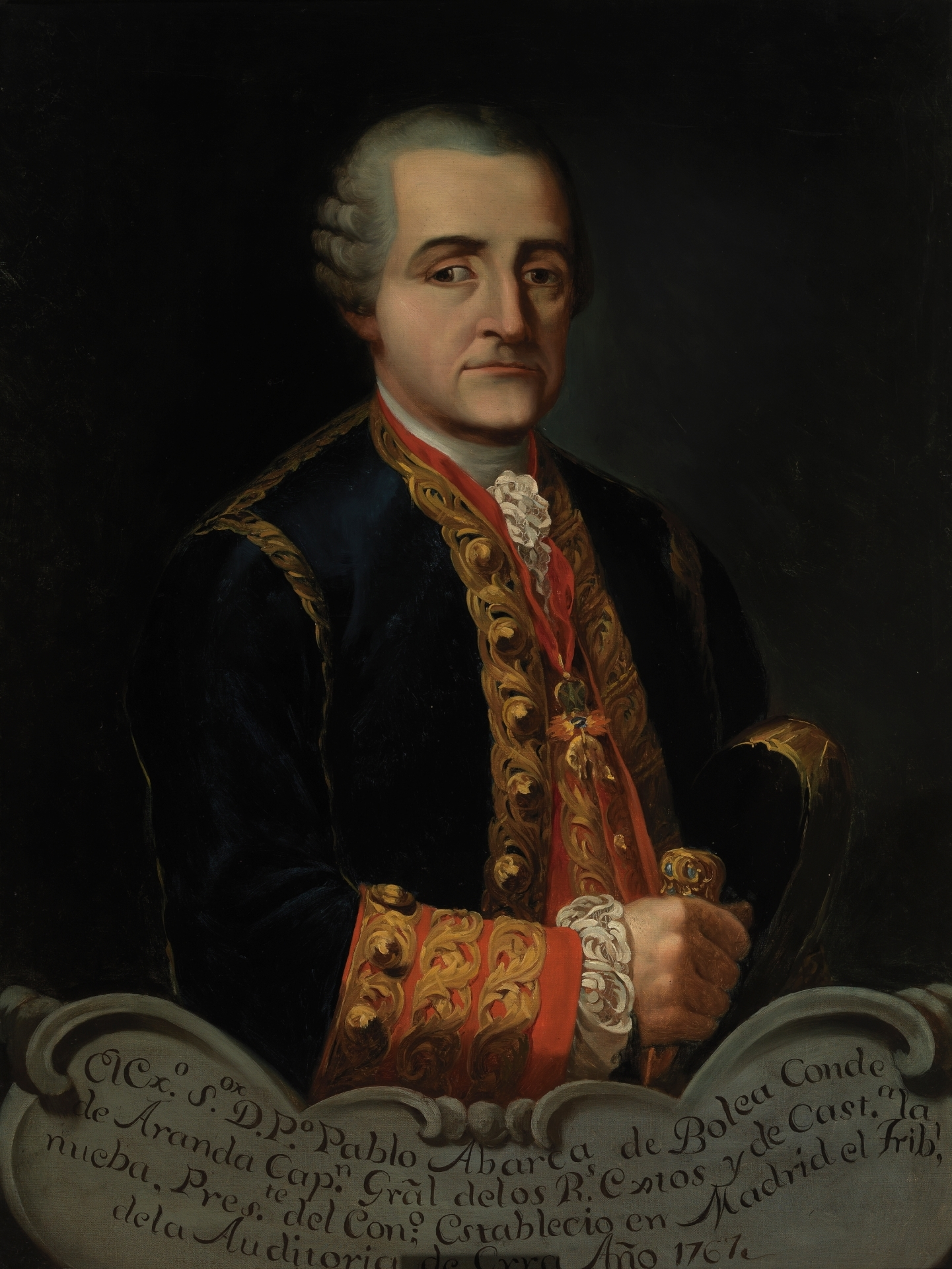
Retrato del conde de Aranda, capitán general de Valencia entre 1765 y 1766.

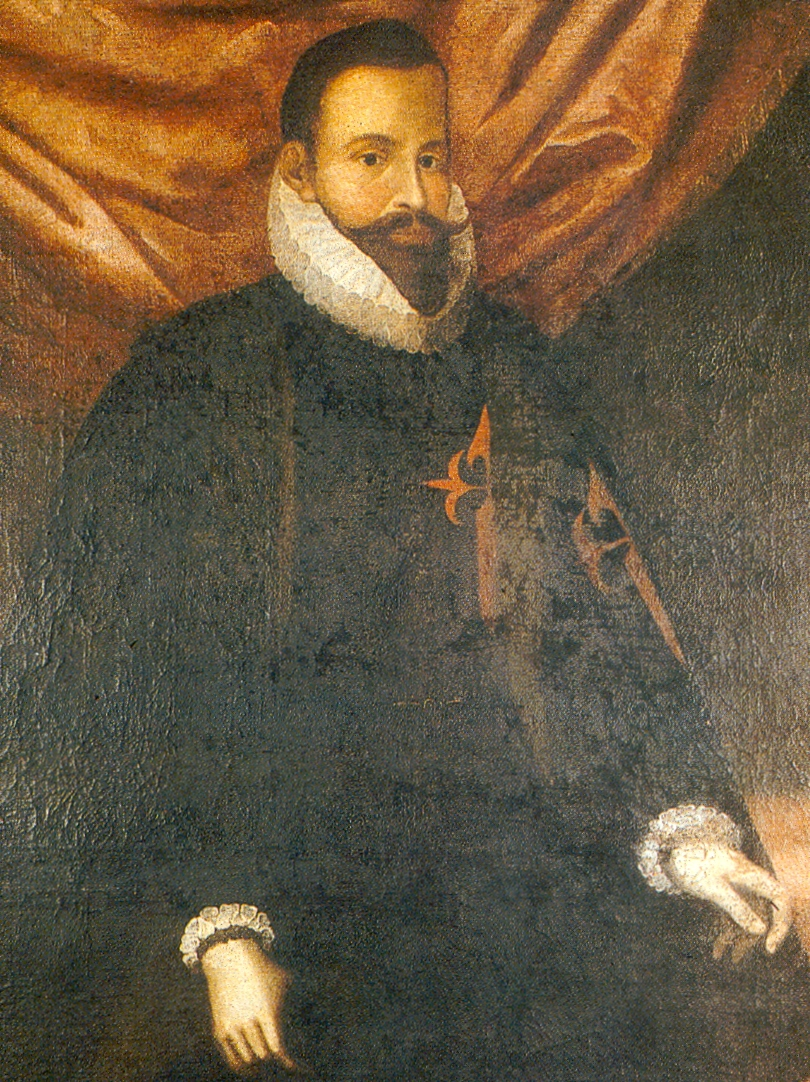
Blasco Núñez Vela, marqués de Blasco, virrey del Perú y capitán general de la Armada de Indias.

Capitán general es un rango, grado o empleo militar. En tiempos del Imperio este grado militar estaba reservado para los jefes del Real Ejército Español, habitualmente los virreyes y los gobernadores designados por la Corona española.

## Capitán general en España
Un capitán general es un rango, grado o empleo del ejército, como lo son teniente general, coronel, alférez o sargento; de hecho es el grado supremo. Pero también era el mando, función, destino o cargo que se ostentaba, como el más alto de una región militar (también llamada capitanía general).
El empleo de capitán general apareció en España durante el siglo XVI, poseyendo funciones tanto militares como de gobierno. En la América dominada por la Corona española este cargo solía corresponder a los virreyes, aunque debido a la extensión de los virreinatos fue necesario nombrar como capitanes generales a los gobernadores, que actuaban en determinadas áreas de menor extensión; en lo militar y gubernativo, sus funciones eran muy similares a las del virrey. 
Actualmente, según las Reales Ordenanzas de las Fuerzas Armadas, corresponde al rey de España ostentar el título de capitán general.
Al grado de capitán general español le corresponde el código OTAN OF-10 según la norma STANAG 2116 que estandariza los grados del personal militar en la OTAN.

### SigloXVIII

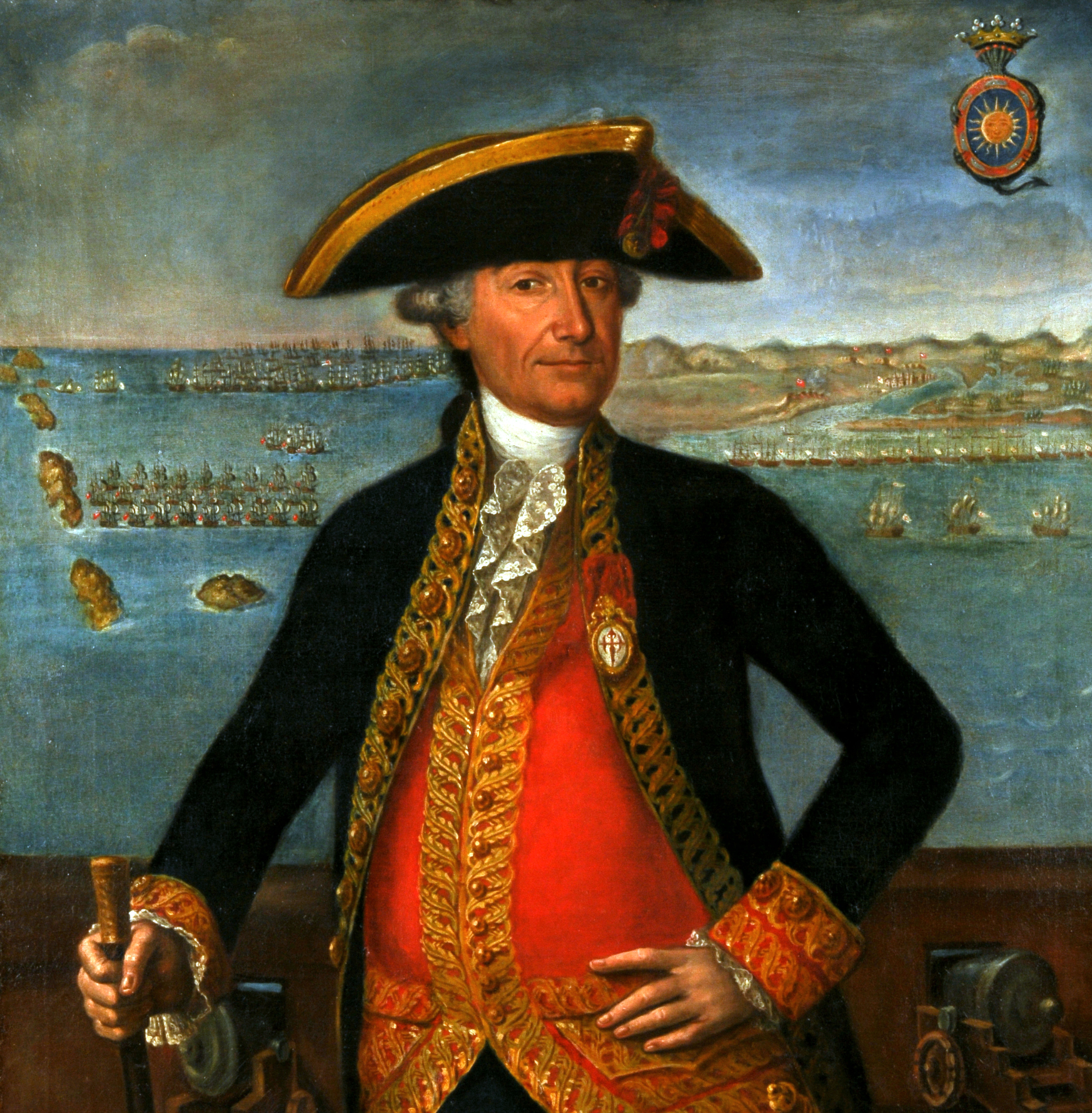
José Solano y Bote, capitán general de Venezuela entre 1763 y 1770

En España, desde el establecimiento de la monarquía absoluta borbónica —que no se consolidó hasta que triunfó en la Guerra de Sucesión Española (1701-1714)—, se instituyó por mandato del rey Felipe V, debido a la supresión de los virreinatos de la Corona de Aragón. Era jefe del ejército y presidente de la Audiencia, con la cual formaba el llamado Real Acuerdo.
Así el capitán general era la máxima autoridad civil, militar y judicial en representación del rey y ostentaba además el título de gobernador. Sus atribuciones eran mucho mayores que las de los antiguos virreyes y su poder también, pues contaba con una fuerza armada permanente y sus decisiones no se podían recurrir ante el rey ni ante las Cortes de Castilla. Sin embargo, debía ejercer teóricamente el gobierno de la "provincia" conjuntamente y de acuerdo con la Audiencia, de la que era presidente, formando así el Real Acuerdo. Para este cargo los Borbones siempre nombraron a militares del más alto escalafón, por lo que lo ejercieron, además de los miembros de los linajes nobiliarios castellanos más importantes, personas de origen italiano, flamenco o francés.

### Siglos XIX-XXI
En el siglo XIX, debido a la redistribución del territorio en provincias, a cuyo frente se encontraban funcionarios civiles, el capitán general perdió las funciones gubernativas y quedó como mando supremo de una región militar. Este grado era temporal y su titular dejaba de serlo al cesar en el puesto. Desapareció del escalafón activo al mismo tiempo que las capitanías generales (2002). Así, los tenientes generales (grado) eran jefes de Estado Mayor (actualmente ostentados por generales de Ejército), capitanes generales de una región militar, o tener otras funciones.
En el uniforme de capitán general del Ejército, grado que corresponde al rey de España, se identifican las divisas propias del mando supremo: dos bastones invertidos cruzados en aspa (distintivo tradicional del comandante en jefe, y que significa mando sobre mando, a diferencia del bastón cruzado sobre sable que significa mando sobre armas), con cinco estrellas de cuatro puntas dispuestas en forma de cruz y, sobre el conjunto, la corona real.
Los respectivos mandos supremos de la Armada Española y del Ejército del Aire de España, también se denominan capitán general y asimismo son ostentados por el monarca.

### Capitán general en Canarias (Siglos XVII-XVIII)
Para el caso de las islas Canarias, el capitán general fue una de las figuras más importantes, pues gozó de mayor poder que en otros lugares. Su implantación en el archipiélago ocurre en torno a 1589 y viene dado por la cada vez mayor importancia que cobraban las islas. Causas como la insularidad del territorio, la lejanía con otros centros de poder (Consejo de Castilla, la capital...) o la importancia de las islas a nivel económico y estratégico fueron determinantes para su implantación.
Dentro de sus funciones se destacan las siguientes: poseía el mando militar único, pues era su deber defender y organizar las defensas de las islas frente ataques de piratas, corsarios o enemigos de España; ejercer como representante del rey, teniendo potestad para obrar en su nombre e incluso intervenir en las islas de señorío; actuaba en la Real Audiencia en calidad de presidente, pero su papel era casi nulo ya que no podía intervenir, función que estaba reservada para los regentes y los oidores (sí podía adelantar o retrasar procesos usando su influencia, pero no dictaba sentencia). El capitán general gobernaba prácticamente todo el archipiélago, pues suya era la función de defender las islas. No tenía bajo su mando un ejército profesional, pues este estaba compuesto principalmente por milicianos con escaso armamento y entrenamiento: campesinos y jornaleros que no tenían más armas que palos, azadas y las herramientas con las que trabajaban. En casos muy excepcionales, algún pequeño o mediano propietario se podía permitir comprar un arma de fuego y un burro para poder moverse y combatir. Dos veces al año se hacían una serie de ensayos coordinadas por un coronel para practicar en caso de una invasión enemiga. 
En el siglo XVIII, el afán centralizador de los Borbones le otorgó a su figura muchas más atribuciones que las vistas en el periodo anterior. Con la llegada de los Borbones, su nombre cambió a comandante general. Mantuvo las mismas funciones que en el siglo anterior, con la novedad de que esa nueva época tuvo mucho más poder. Podía extraer grano de las islas en calidad de superintendente y venderlo, lo que generaba mucho conflicto, pues estas siempre sufrían de escasez de este producto; podía intervenir en los pleitos de naufragio y cuando los restos y la mercancía de un barco llegaban a la costa, podía decidir a quién dárselos; cobraba las lanzas y las anatas, que eran impuestos que pagaba la nobleza; podía nombrar a los defensores de las fortalezas y actuaba como presidente de las Juntas de Comercio. La corrupción de los distintos comandantes generales obligaba en algunas ocasiones a que la Corona enviase visitadores encargados de evaluar la conducta de los mismos. El comandante general actuaba como un fiscalizador y coordinador de la actividad política, militar e incluso social de las islas, pues era una persona con un gran prestigio social.

### Ad honorem
Actualmente, en España, solo es capitán general el rey, quien ostenta este grado dada su condición de jefe de Estado y mando supremo, según la Constitución Española, las reales ordenanzas para las Fuerzas Armadas y la ley 17/1999. Tras su abdicación, el rey Juan Carlos mantiene el grado de capitán general en la reserva. En casos excepcionales tenientes generales han sido ascendidos a capitanes generales, aunque más que un grado es una dignidad protocolaria, con mando simbólico. 
Algunas advocaciones de la Virgen poseen esta concesión. La Virgen del Pilar, por Real Orden de 8 de octubre de 1908, tiene conferido el grado de capitán general. La Virgen de Butarque tiene este título desde 1571, cuando se produjo la Batalla de Lepanto. La Virgen de Guadalupe también ostenta este rango. Así mismo, por concesión de la reina Isabel II, es capitana general de los Reales Ejércitos de España la Virgen de los Reyes, patrona de Sevilla. La Virgen de los Desamparados, patrona y alcaldesa perpetua de Valencia, ostenta el título de capitana generalísima de los Ejércitos desde el 1810, como protectora de las tropas de la zona levantina tras el asalto de las tropas napoleónicas. También tienen esta concesión la Virgen de la Sierra de Montblanch y la Virgen del Canto, patrona de Toro y su alfoz. A la Virgen de la Fuencisla, patrona Segovia y su provincia, le fue concedido esto en 1942. A la Virgen de la Cabeza de Andújar le fue concedido en 1950. A la Virgen de los Remedios, patrona de Fregenal de la Sierra, le fue concedido por el Gobierno Español en 1956.

### Capitanías generales del Imperio español en América

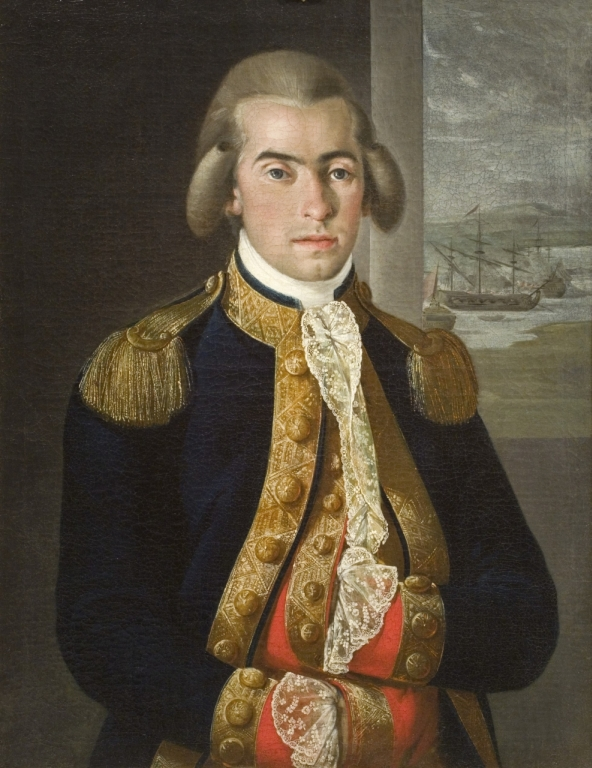
Vicente Emparan, capitán general de Venezuela entre 1809 y 1810.

Durante el dominio español en América, la Monarquía Hispánica constituyó entidades territoriales en América y Filipinas que en el siglo XVII fueron denominadas capitanías generales —inicialmente llamadas "reinos" o gobernaciones—, territorios que estaban al mando de gobernadores que ostentaron el grado de capitán general. A saber:
- Capitanía general de Santo Domingo (1526)
- Capitanía general de Guatemala (1542)
- Capitanía general de Chile (1541)
- Capitanía general de las Filipinas (1565)
- Capitanía general de Puerto Rico (1592)
- Capitanía general de Cuba (1607)
- Capitanía general de Yucatán (1617)
- Capitanía general de Venezuela (1777)

Existieron también otras que luego fueron transformadas en virreinatos o llegaron a ser suprimidas: Buenos Aires, Santa Cruz de la Sierra, entre otras.

### Divisas

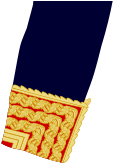
Siglo XIX
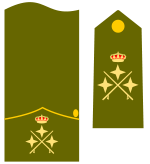
Principios siglo XX-1931
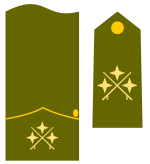
1931-1939 declarado a extinguir
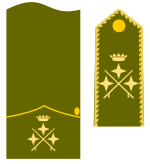
1939-1943
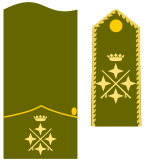
1943-1975
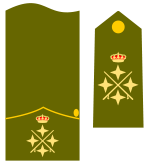
1975-1986
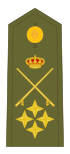
1986-1999
1999-actualidad
Capitán general (Armada)
Capitán general (Ejército del Aire)

## Capitán general de Chile

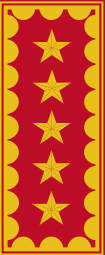
Divisa creada en 1982 por Pinochet para su uso como capitán general.

El capitán general de Chile fue el máximo rango militar de la historia de Chile, que ha sido asumido por quienes han sido los jefe de gobierno de Chile al mismo tiempo que el jefe de las fuerzas militares. Durante la colonia este ha tenido más trascendencia que durante la república, puesto que todos quienes tuviesen el rango de capitán general eran al mismo tiempo gobernadores de Chile. Durante la colonia lo obtenía el gobernador de Chile, que era el funcionario nombrado por el rey de España que estaba al frente de la administración del Reino de Chile. Posterior a la independencia, se conservó este grado militar para identificar a los máximos líderes militares de cualquier rama de las Fuerzas Armadas de Chile que asumiesen la jefatura del Estado simultáneamente.
En la historia de este país, solo tres militares han conseguido este grado: 
- Bernardo O'Higgins en 1817: quien lo ostentó al haber sido director supremo (jefe de Estado) de la joven República y comandante en jefe del Ejército de Chile.
- Ramón Freire en 1823: quien dirigió el movimiento insurreccional que motivó la abdicación de O'Higgins. La Asamblea Constituyente de 1823 le nombra sucesor interino de O'Higgins en los cargos de director y jefe supremo del Estado, y por consiguiente ascendió al grado de capitán general.
- Augusto Pinochet en 1982: siendo comandante en jefe del Ejército, Pinochet asume la jefatura del Estado de Chile, al presidir la Junta de Gobierno, por lo cual su estatus administrativo era equivalente al título que se conoce como generalísimo, empleo en el que fue ratificado por él mismo de facto el 16 de diciembre de 1974 bajo la denominación, en ese entonces de decreto ley supremo, presidente. Al modificarse la carta fundamental en 1980, Pinochet asume la presidencia de iure, por lo que fue ascendido al grado de capitán general, en 1982.

## Capitán general en Argentina
Tras la independencia argentina los gobernadores autónomos de las distintas provincias asumieron el grado de capitanes generales en sus respectivas jurisdicciones, aunque esa denominación fue abandonada poco después. Oficialmente, los únicos comandantes que ostentaron ese grado fueron José de San Martín y Justo José de Urquiza. Desde el fallecimiento de este último en 1870, el cargo no existe en la Argentina.

## Capitán general en El Salvador
- Gerardo Barrios, en 1859, quien ocupó el cargo de presidente de El Salvador entre 1859 y 1863.

## Capitán general en Honduras
El único hondureño que ha ostentado este rango militar fue José María Medina, quien llegó a ser Presidente de Honduras hasta en siete ocasiones.

## Capitán general en Venezuela
- Simón Bolívar en 1813.[6]